# Fake Fruit Factory
Fake Fruit Factory is een Amerikaanse documentaire uit 1986 geregisseerd door Chick Strand. De film volgt een Mexicaanse vrouw die nepfruit maakt van papier-maché en dit weer verkoopt. In 2011 werd de film toegevoegd aan de National Film Registry.